# Catherine van Marcke-Demany
Catherine van Marcke-Demany, née le 8 août 1830 à Liège et morte en 1901 dans sa ville natale, est une dessinatrice, artiste peintre et peintre sur porcelaine belge.

## Biographie
Marie Catherine Demany naît le 8 août 1830 à Liège, fille de Ferdinand Joseph Demany (1806-1886), commissaire de police, et Marie Catherine Gallet (1810-1896),,.
Son père Ferdinand Demany participe à la révolution belge en tant que commandant des tirailleurs belges et maestrichtois sur la rive droite de la Meuse et major de la garde civique. Il exerce de commissaire de police de quartier de 1835 à 1860, puis de commissaire en chef de la ville de Liège jusqu'en 1877, moment où il prend sa retraite,. Il nommé chevalier de l'ordre de Léopold en 1869 et décède en janvier 1886,.
Catherine Demany se marie en février 1860 avec le peintre et professeur à l'Académie royale des beaux-arts de Liège Édouard van Marcke,,,. Le couple a deux filles, Marie Ferdinande Van Marcke en janvier 1861 et Léonie Mottart-van Marcke, qui sera également artiste peintre, en juillet 1862,. Dessinatrice, artiste peintre et peintre sur porcelaine, elle se centre surtout, selon l'historien de l'art Paul Piron, sur les natures mortes, les compositions florales et les fruits.

## Expositions
- 1964 : Dessins et peintures des van Marcke, musée de la Vie wallonne, Liège (2 dessins, Aubépines et Grappe de poires, sont exposés)[12].